# Muzeum Fidżi
Muzeum Fidżi (ang. Fiji Museum) – muzeum w Suvie, stolicy Fidżi, założone w 1929 roku, znajdujące się na terenie ogrodów botanicznych Thurston Gardens położonych w południowo-zachodniej części miasta.

## Historia

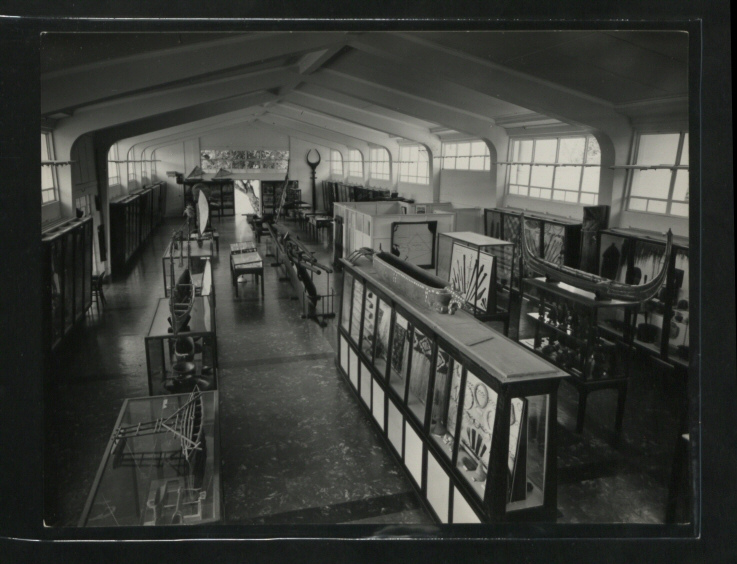
Muzeum Fidżi krótko po otwarciu

Początki muzeum sięgają początku XX wieku, kiedy to pojawił się pomysł stworzenia instytucji prezentującej i przechowującej pamiątki wiązane z kulturą wysp Fidżi. W 1904 roku w ratuszu w Suvie zaprezentowano kolekcję Williama Allardyce’a, gubernatora Fidżi, a w 1908 roku utworzono towarzystwo, którego celem było badanie i ochrona historii oraz kultury kraju z uwzględnieniem konieczności utworzenia muzeum. Eksponaty prezentowane w muzeum początkowo przekazywali mieszkańcy miasta, część była również zakupywana ze środków funduszu powierniczego. Przedmioty prezentowane były w budynku ratuszu do 1919 roku, kiedy to pożar zniszczył znaczną część ekspozycji, w kolejnych latach kolekcja przenoszona była z miejsca na miejsce.
Muzeum Fidżi oficjalnie powołano 18 listopada 1929 roku mocą Fiji Museum Act, a jego funkcjonowanie reguluje również ustawa Preservation of Objects of Archaeological and Palaeontological Interest Act. W 1955 roku przy udziale gubernatora Fidżi Ronalda Garveya oddano do użytku nową siedzibę muzeum mieszczącą się w Thurston Gardens, rozbudowywaną w latach 1972 i 1978.
Początkowo muzeum jedynie przechowywało zbiory, nie udostępniało ich jednak do zwiedzania. Taki stan rzeczy trwał do lat 60. XX wieku, kiedy to ówczesny dyrektor placówki, Bruce Palmer, zapoczątkował cykl programów edukacyjnych.
Instytucja pełni funkcje muzeum narodowego Fidżi, a jej kolekcja obejmuje materiały archeologiczne sprzed 3700 lat oraz obiekty kultury reprezentujące nie tylko rdzennych mieszkańców Fidżi, ale także inne społeczności, które osiedliły się na archipelagu w ciągu wieków. Muzeum jest również placówką naukowo-badawczą oraz galerią sztuki.

## Struktura i zbiory

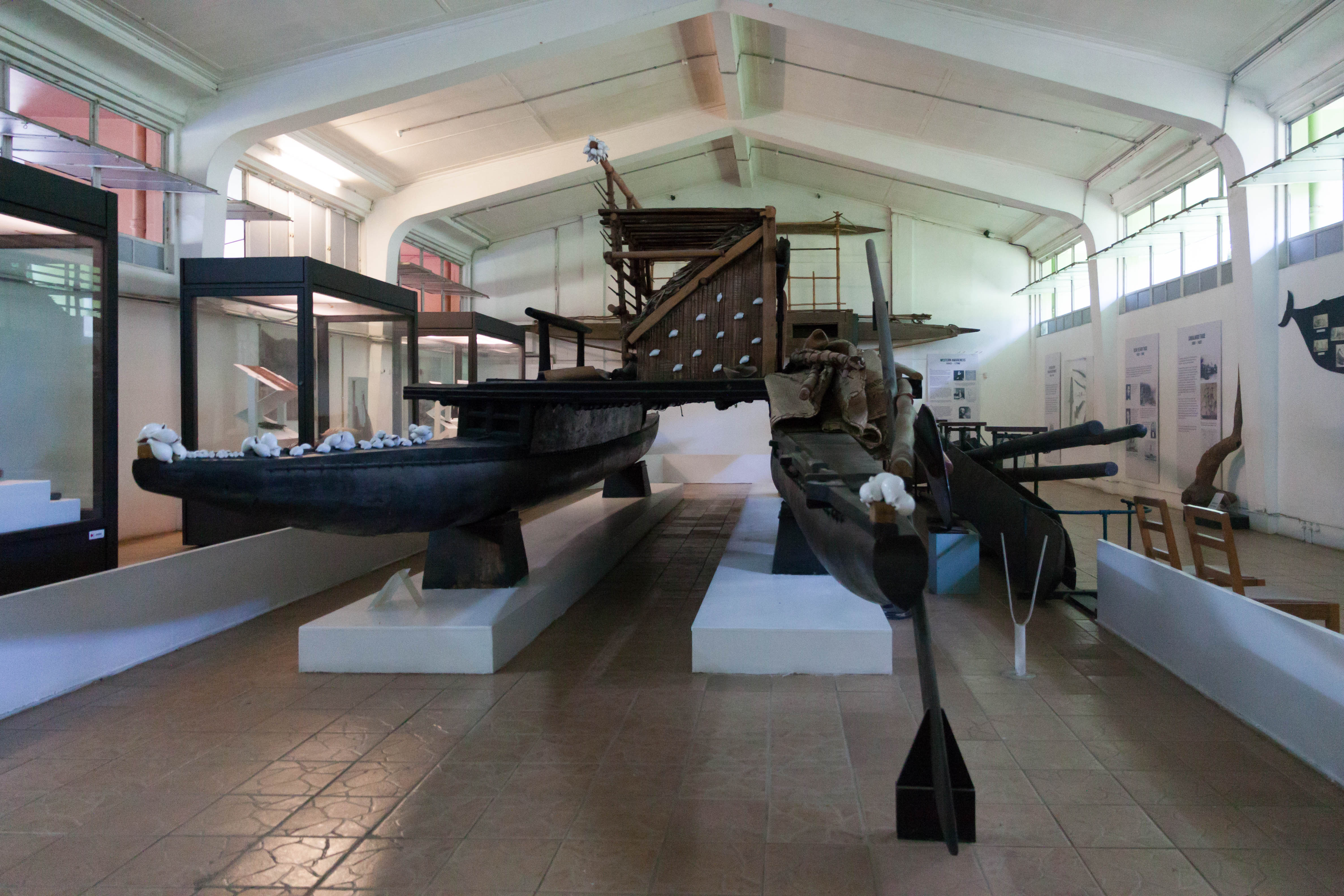
Fragment ekspozycji (2015)

Według stanu z 2019 roku w Muzeum Fidżi funkcjonowało sześć działów: archeologii, zbiorów, edukacji, konserwacji, promocji oraz dział wystaw i pokazów. W dziale zbiorów zgromadzonych zostało ponad 10 tys. eksponatów, z których tylko niewielka część udostępniona jest w ramach ekspozycji. Ciekawym obiektem jest but Thomasa Bakera – misjonarza zabitego i zjedzonego przez tubylców w 1867 roku po popełnionym przez niego świętokradztwie polegającym na wyjęciu grzebienia z włosów wodza jednego z plemion. W muzeum działa również biblioteka i archiwum, które zgromadziły razem ponad 12 tys. książek oraz 11 tys. fotografii i innych dokumentów, w tym m.in. map, starych gazet oraz kaset z różnymi nagraniami.